# Monica Smetana
Monica Ulrika Smetana, ogift Jonsson, född 13 augusti 1932 i Vasa församling i Göteborg, är en svensk konstnär, dotterdotter till konstnären Jens Andresen.
Monica Smetana är utbildad i dekorationsmåleri, grafik och illustration vid Slöjdföreningens skola i Göteborg. Hon målar  naturalistiska verk i olja och är känd för sina barnmotiv.
Smetana gifte sig 1953 med Jaroslav Smetana (1929–1989) från Tjeckoslovakien. De fick tre söner tillsammans.